# بيتر كليفر
بيتر كليفر (بالإسبانية: Pedro Claver) (و. 1581 – 1654 م) هو مبشر، ورجال دين إسباني، توفي في كارتاهينا، عن عمر يناهز 73 عاماً، بسبب مرض باركنسون.

## التعليم
تعلم في جامعة برشلونة.